# Pandulf al V-lea de Capua
Pandulf al V-lea a fost conte de Teano și principe de Capua între 1022 și 1026.
Nu se știe cu certitudine dacă Pandulf a făcut parte din familia care guverna Capua în acei ani. El a fost instalat la conducerea principatului de Capua de către arhiepiscopul Pilgrim de Köln, care asedia Capua în numele împăratului occidental. Asediul s-a încheiat cu succesul trupelor germane, astfel încât principele din acel moment, Pandulf al IV-lea a fost luat prizonier și dus în Germania. Împăratul Henric al II-lea a acordat principatul în mod oficial lui Pandulf al V-lea în anul 1023 și l-a asociat la conducere și pe fiul acestuia, Ioan.
În anul 1024, la rugămintea ducelui Guaimar al III-lea de Salerno, împăratul Conrad al II-lea l-a eliberat pe Pandulf al IV-lea. Imediat după aceea, împreună cu Guaimar, acesta a asediat Capua, având și sprijinul mercenarului normand Rainulf Drengot. În 1025, capteanul bizantin de Italia, generalul Vasile Boioannes, care până atunci participase la o expediție împotriva sarazinilor din Sicilia li s-a alăturat cu un număr ridicat de trupe. În 1026, după un asediu de 18 luni, Boioannes a negociat condițiile capitulării lui Pandulf al V-lea și i-a acordat acestuia, ca și fiului său Ioan, liberă trecere către Napoli.
În 1027, Pandulf al IV-lea, deja reinstalat la putere în Capua, a început asediul asupra ducelui Sergiu al IV-lea de Neapole, care îi acordase anterior sprijin lui Pandulf de Teano. Napoli a fost capturat, iar Sergiu a fost nevoit să se ascundă. Pandulf de Teano și fiul său au scăpat refugiindu-se fie la Roma, fie în Bizanț (denumirea de Romania fiind utilizată și pentru Imperiul bizantin), unde s-a stins din viață după câțiva ani. Fiul său Ioan a murit în 1052.